# تجاهل الطفل
غالبًا ما يلجئ الآباء إلى تجاهل سلوك طفلهم كأفضل استراتيجية للتعامل مع العديد من المواقف، من أجل إيصال رسالة إلى الطفل تفيد أن ما لا يحتاج إليه هو الانتباه وأن أي محاولة لتكرار ذلك لاحقًا ستؤدي إلى الإهمال، أيضًا مثل الصراخ أو البكاء في الشارع أو في السوق كلها أمور يستخدمها الطفل للفت الانتباه إذا ما شعر بالتجاهل من قبل الوالدين وبالأخص الأم لأنها بالنسبة للطفل هي رمز الأمان والدفئ والحب والعالم بأكمله. إلا أنه يمكنك تجاهل بعض السلوكيات بشكل انتقائي، فهناك بعض السلوكيات التي لا يمكنك تجاهلها ببساطة دون تدخل مناسب، حيث أنها تصبح في أي لحظة مشاكل حقيقية في المستقبل على الرغم من أنها تبدو مشكلات سلوكية صغيرة بدون وزن ولكنها تتطلب التدخل لتصحيحها في أقرب وقت ممكن.

## مبدأ التجاهل
تعتمد هذه الطريقة على مبدأ حاجةالأطفال إلى جذب انتباه أولياء الأمور، لذلك عندما لا يكون الاهتمام بهم أو أي اهتمام به سيكون له تأثير كبير عليهم، وبالتأكيد سيغير سلوكهم. مع العلم أن الجهل لا ينبغي أن يكون للطفل نفسه، ولكن على السلوك الذي أحضره.
إن الطريقة التي تتجاهل بها سلوكيات الطفل المزعجة التي ترغب في تقليلها، مثل البكاء والتشاجر مع أخيك والصراخ، هي طريقة تقلل من إمكانية حدوث هذه السلوكيات، لأنها تبين للطفل أن أفعاله المزعجة لا تجذب انتباهك. يجب استخدام هذه الطريقة بعد استخدام طريقة الاستبعاد المؤقتة، والتي تؤكد سيطرتك الكاملة على الطفل والوضع ككل.

## متى يجب اللجوء إلى اسلوب التجاهل
1- البكاء المستمر على كل شيء.
2 - الأنين والشكوى المستمرة.
3 - التعلق المفرط بشيء بلا سبب.
4. تشغيل أو متابعة نشاط واحد لفترة طويلة.
5 - عدم اللعب مع المجموعة وتفضيل اللعب 
بمفردها.
6. العديد من السلوكيات المطلوبة لجذب الانتباه
متى يكون التجاهل وسيلة جيدة لحل المشكلة ؟!
أهم شيء في التعامل مع الطفل العنيد ليس عنادًا معه، على سبيل المثال: استخدم طريقة "تسييس" لأخذ ما نريد دون أن يشعر الطفل، باستخدام طريقة المقايضة، أنه إذا كانت المساعدة في المنزل ويمكن تشجيع ترتيب غرفته من خلال تقديم هدية، على سبيل المثال، أو أخذها في مسار "
للدافع يعطي نتيجة عظيمة مع معظم الأطفال، وهذا يجب أن يكون حذرا ؛ العناد يزيد العناد، مشددًا على ضرورة عدم التسامح مع الطفل وإعطائه ما يريد، حتى بكى لفترة طويلة، يجب على الأم عدم الالتفات إليه
ولكن احرص على عدم إظهار السبب، وفي النهاية يكون له الحرية في الرد، ويجب أن تخبره: "إذا استمررت في التصرف بهذه الأشياء، فلن تحصل على ما تريده أبداً ولن تحل مشكلتك. ولن أبكي معك للاستفادة "، وبالتأكيد عندما يرى أنك تصر على موقفك ستتوقف عن البكاء. "
وأشارت إلى أنه يجب على الأم أن تقرر من البداية أن تستخدم هذه الطريقة معه دائمًا، ولا تتنازل في الأمور أو تضعف الأيام، مشددة على أهمية المصداقية معه ؛ يجب أن يوفر وعد بشيء، حتى لا تفقد مصداقيته أمامه.

## أثر التجاهل على الطفل
الإهمال بيكون له آثار خطيرة وطويلة المدى على الأطفال، قد يكون سببه الانطواء أو العقل أنه يتخلى عن العنف مع زميله أو رفاقه، ومن الممكن أن يسبب له نوعًا من الحزن الذي يؤدي إلى الحد الذي يمتنع عن الأكل، اعتمادا على درجة الشعور والوعي لفكرة تجاهل
ويرتبط موضوع التجاهل بموضوع العنف الجسدي، ويكون مع بعض الأطفال المحتملين أدائه لأنه يعاني من ضعف أو خلل في خلايا الدماغ. في عام 1986 ، جرب الباحثون في جامعة دوكس، في الولايات المتحدة، الأطفال دون سن الخامسة، ووجدوا أن 1,383 طفلاً ماتوا بسبب العنف الجسدي أو الإهمال.

## قواعد لتعديل سلوك الطفل
السلوك اللاواعي: من سوء فهم الطفل أنه يتعلم من أخطائه، لذلك عليك أن تميز بين السلوك الخاطئ والسلوك العابر الخاطئ. يساعد إعطاء الأشياء في الحجم على تحديد السلوك غير المرغوب فيه وحلها في طفلك. حتى أن تجاهل السلوكيات غير المرغوبة يجعل الطفل يعمل بشكل أفضل، خاصة وأن بعض الأطفال يخطئون ببساطة لجذب الانتباه إليهم. تميل السلوكيات التي تتجاهلها إلى التلاشي بمرور الوقت. مع التسامح، يدرك الطفل أن رسم السلوكيات الخاطئة غير ممكن.